# Orthostethus landolti
Orthostethus landolti is een keversoort uit de familie kniptorren (Elateridae). De wetenschappelijke naam van de soort is voor het eerst geldig gepubliceerd in 1877 door Steinheil.